# Adorybiotus granulatus
Adorybiotus granulatus är en djurart som tillhör fylumet trögkrypare, och som först beskrevs av Ferdinand Richters 1903.  Adorybiotus granulatus ingår i släktet Adorybiotus och familjen Macrobiotidae. Inga underarter finns listade i Catalogue of Life.